# Kasteel de Kolck

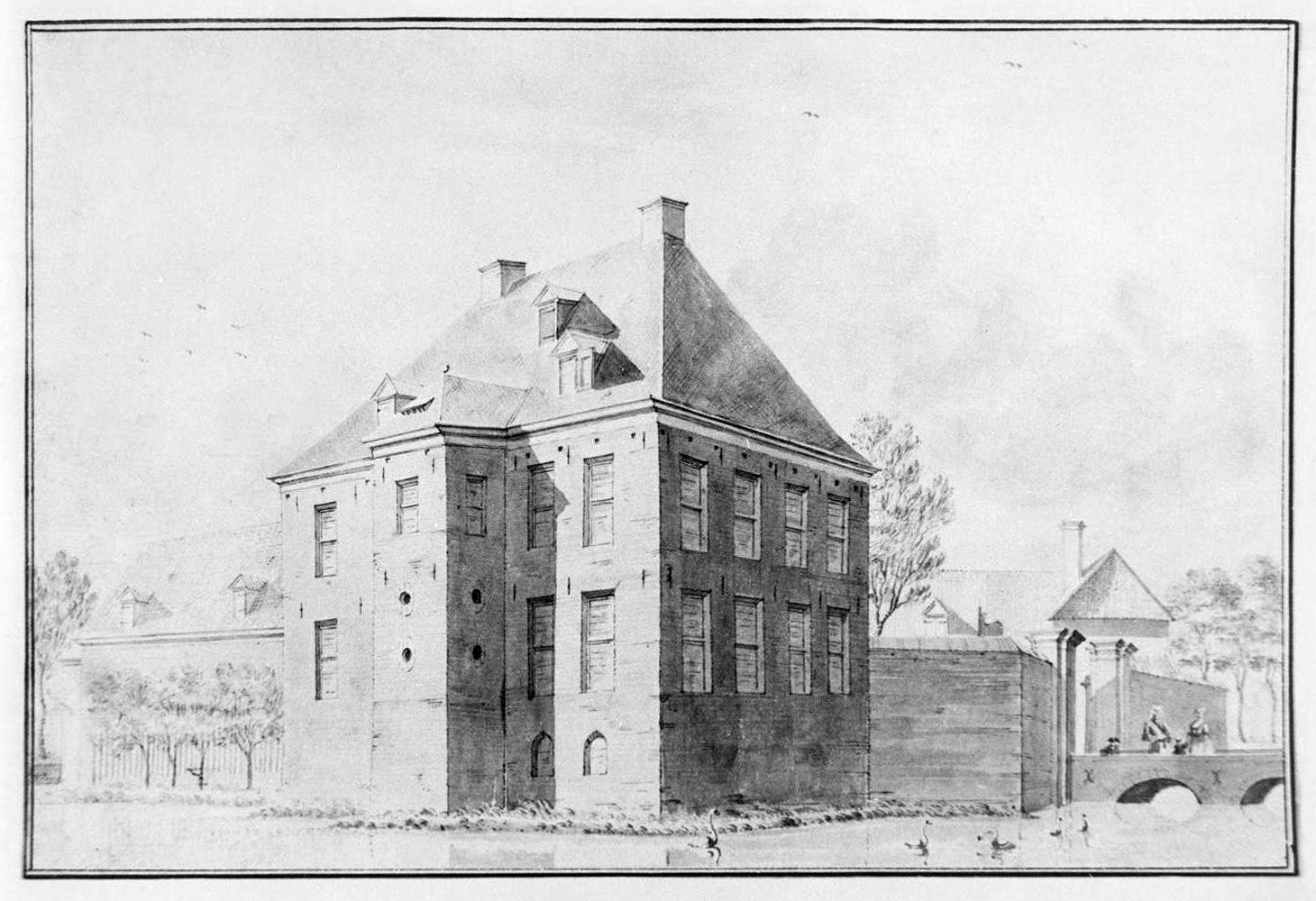
Tekening van Kasteel de Kolck door Abraham de Haen, tweede helft van de 18e eeuw

Kasteel de Kolck was een adellijk landhuis aan de zuidwestzijde van Broekhuizenvorst, gelegen aan de weg naar Swolgen. Er is een afbeelding bekend van Abraham de Haen uit de tweede helft van de 18e eeuw, dat een rechthoekig huis toont met aan de achterzijde in het midden een trappenhuis. De zolder bestaat uit twee verdiepingen en enkele vensters. Het dak heeft twee schoorstenen. Het geheel is ommuurd en heeft een gemetselde brug met als poort twee grote zuilen.
Sinds de 20e eeuw is het een boerderij in U-vorm, met grachten omgeven, voorzien van een oprijlaan en brug.
Aan het einde van de oprijlaan van het kasteel staat de Onze-Lieve-Vrouw-Sterre-der-Zeekapel.

## Geschiedenis
Bij opgravingen zijn mergelblokken teruggevonden, dat op een ontstaan in de Middeleeuwen wijst. De eerste vermelding is uit 1533, toen er een belasting betaald moest worden. In 1548 wordt dan voor het eerst de eigenaar genoemd: Michiel van Broeckhuysen, pastoor van Broekhuizenvorst. Deze familie verkocht het uiteindelijk in 1659 aan Henrik Barnaerdt, gehuwd met Clara Margaretha Prayon. Via haar familie werd het in 1677 verkocht aan Reinier Thomas Wiricx, de schout van de dorpen in de omgeving. Deze verkocht het in 1711 aan de oud-burgemeester van Venlo, Michiel Sprenger. 
Wegens grote schulden werd het verkocht en kwam in 1726 in handen van de griffier van het Hof van Roermond, P.J.J. de Winckel. Deze kocht ook de heerlijke rechten van Swolgen in 1739. Zijn zoon P.H.J. de Wickel overleed kinderloos in 1791, waardoor het aan de kinderen van zijn zus kwam. In 1816 werd het geveild en doorverkocht aan Petrus (Pieter) Christianus Hafmans, burgemeester te Arcen. Na de dood van zijn dochter verkochten haar erfgenamen het aan de gebroeders Hermans. Via een deling tussen de broers kwam het in 1904 aan de Hendrik Hermans, die het bouwvallige huis lieten slopen en het op oude fundamenten weer liet opbouwen.